# 4.ª reunião de cúpula do G20
A Reunião de cúpula do G-20 em Toronto foi a 4ª reunião de cúpula do G20. Ocorreu nos dias 26 e 27 de junho de 2010, na cidade de Toronto, Canadá. As prioridades da reunião foram: a avaliação do progresso da reforma financeira, o estímulo ao desenvolvimento sustentável, debate das taxas de juros e apoio ao mercado aberto. Além dos 21 líderes do G20, outros seis líderes de nações aliadas foram convidados para a cimeira, que também contou com a observação de oito organizações internacionais.
Antes da cimeira, o primeiro-ministro canadense, Stephen Harper, anunciou que o tema seria "recuperação e novos princípios", referindo-se ao antecipado estímulo econômico do impacto da crise financeira mundial. Harper inicialmente propôs realizar o encontro em Huntsville, Ontário, onde a 36ª reunião de cúpula do G8 iria ocorrer em pouco tempo. Os organizadores, no entanto, julgaram as instalações locais insuficientes para abrigar as delegações do G20, favorecendo Toronto como sede.
Os organizadores formaram uma Unidade Integrada de Segurança, consistindo em força policial de vários departamentos, para prover segurança nos arredores do centro de Toronto durante toda a cimeira. O evento foi uma das maiores e mais custosas operações policiais da história canadense, com custo total de 858 milhões de dólares canadenses.

## Temas
Muitos líderes do G20 discordaram dos temas propostos para discussão. O foco principal das discussões foi a recuperação dos mercados diante da Grande Recessão e a Crise do Euro. Líderes mundiais ficaram divididos sobre qual estratégia seria a melhor para combater estes problemas. A União Europeia, também representada na cimeira, enfatizou a necessidade de reduzir o déficit através de medidas austeras. Os Estados Unidos, por outro lado, defendeu a manutenção do estímulo econômico visando o crescimento da economia nos anos seguintes. Nas discussões da cimeira, os países da União Europeia explicaram reduções projetadas dos gostos públicos. Alternativamente, China, Índia e Estados Unidos votaram a favor de estimular os investimentos para aliviar os efeitos da recessão. Entre as propostas especificadas pela União Europeia estavam as taxas bancárias e a chamada taxa "Robin Hood", ambos rejeitados por Estados Unidos e Canadá. Além da economia, outro tema debatido foi a permanência do apoio internacional à África e às demais regiões subdesenvolvidas.

## Preparação

### Segurança

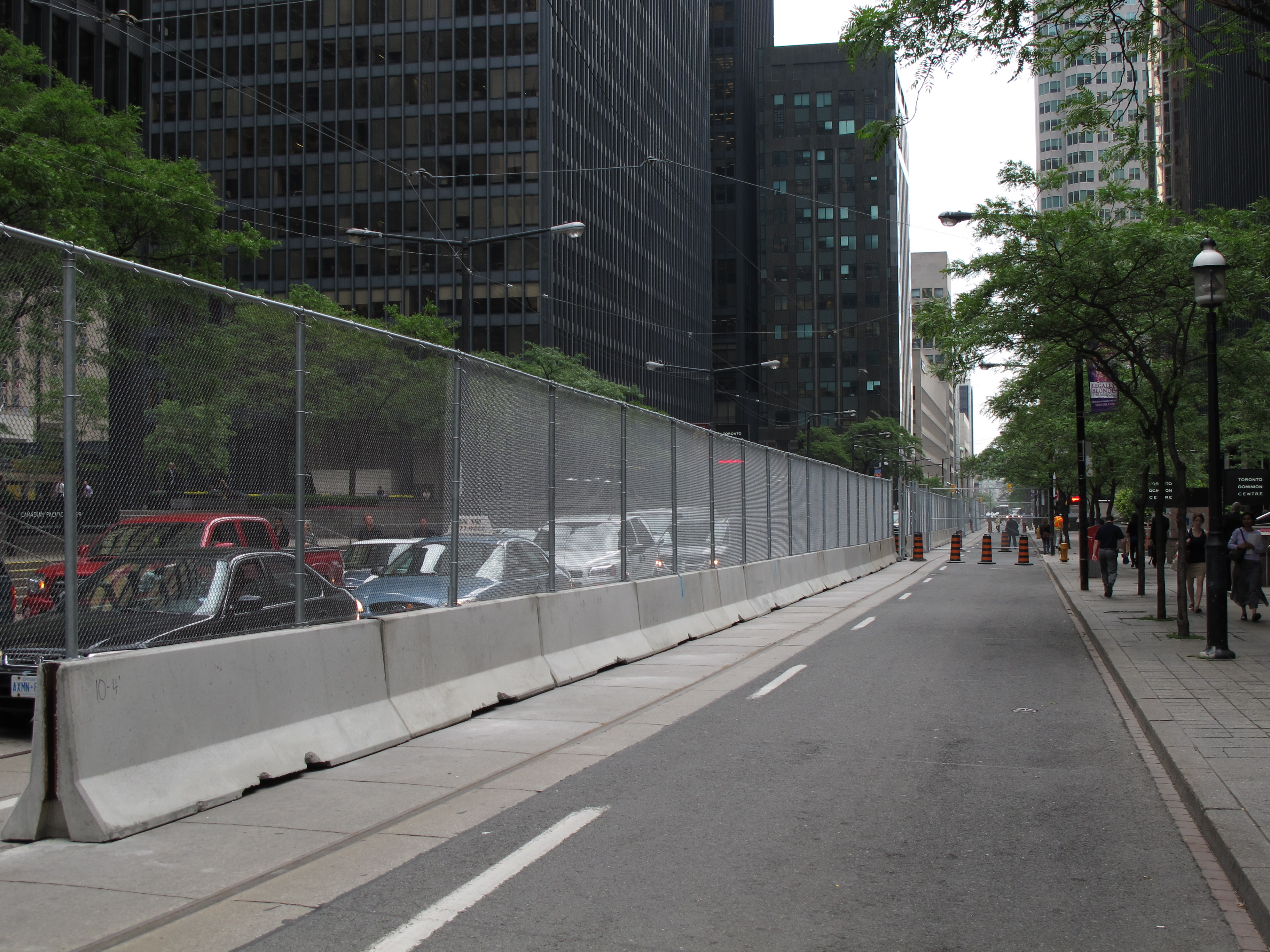
Cerca de segurança no centro de Toronto

O treinamento dos oficiais de segurança para a cimeira teve início em fevereiro de 2010. O policiamento e a patrulha gerais foram realizadas pelo Serviço de Polícia de Toronto em cooperação com a Polícia Provincial de Ontário, Real Polícia Montada do Canadá e as Forças Canadenses; enquanto a Polícia Regional de Peel ficou responsável pela segurança do Aeroporto Internacional Pearson Toronto. Os cinco departamentos policiais formaram uma Unidade Integrada de Segurança (Integrated Security Unit), similar à criada para os Jogos Olímpicos de Inverno de 2010. Efetivo adicional foi trazido da Polícia Regional de York e outros departamentos da região.
De acordo com uma estimativa da The Globe and Mail, 25 mil policiais uniformizados, 1.000 guardas de segurança e outros inúmeros militares canadenses foram parte do esquema de segurança durante a cimeira. Em 6 e 7 de maio, o Comando de Defesa Aeroespacial da América do Norte (NORAD) realizou treinamentos aéreos com jatos CF-18 Hornet, Sikorsky CH-124 Sea Kings e helicópteros Bell CH-146 Griffon a baixas altitudes. O custo total das medidas de segurança em ambas as cimeiras (G8 e G20) foram delimitadas em 1.8 bilhão, pagos diretamente ao Governo do Canadá.
A Unidade Integrada de Segurança estabeleceu um perímetro de segurança na região ao entorno do Metro Toronto Convention Centre, onde ocorreria a cimeira. O tráfego de veículos foi interrompido nas ruas do entorno durante os dias de realização do evento. Os residentes da região inserida na área de segurança receberam cartões de identificação para seu acesso e os demais pedestres puderam circular somente através dos pontos de checagem após apresentação de documentos. Um cercado de 3 metros de altura foi instalado com custo de 5 milhões de dólares canadenses. Para reforçar a segurança, a Polícia de Toronto instalou 77 câmeras de circuito fechado nas áreas do entorno. O perímetro de segurança foi estendido até o Lago Ontário, onde a Guarda Costeira canadense mantinha patrulha.

## Participantes
Os participantes da cimeira em Toronto foram anunciados pelo Primeiro-ministro Stephen Harper, em 8 de maio de 2010. Harper convidou as delegações da Etiópia e do Malawi para representarem o continente africana, além da África do Sul. Também participaram como convidados: Países Baixos, Espanha, Vietnã e Nigéria.
O Aeroporto Internacional Pearson de Toronto recebeu as aeronaves com as delegações estrangeiras para o encontro do G20 e do G8 simultaneamente. O presidente francês, Nicolas Sarkozy, e o presidente chinês, Hu Jintao, foram os primeiros a chegar em solo canadense. A chegada de Hu coincidiu com sua visita de Estado ao Canadá, quando foi recepcionado pela Governadora-geral Michaëlle Jean em Ottawa. Os presidentes Jacob Zuma e Goodluck Jonathan, da África do Sul e Nigéria respectivamente, chegaram no dia 24 de junho - dois dias antes da cimeira. O primeiro-ministro britânico chegou ao Canadá no dia 25 de junho, assim como os demais líderes do G8.
Foi a primeira cúpula do G20 a contar com a participação da Organização para a Cooperação e Desenvolvimento Económico e da Organização Internacional do Trabalho, assim como com a presença de Etiópia, Malawi, Nigéria e Vietnã. Os recém-eleitos líderes, no momento, David Cameron e Naoto Kan, fizeram suas primeiras conferências internacionais neste cimeira. O vice-primeiro-ministro australiano, Wayne Swan, participou da cúpula representando Julia Gillard, que havia sido indicada Primeira-ministra no dia anterior. O Presidente brasileiro Luiz Inácio Lula da Silva cancelou sua participação em decorrência das enchentes que afetaram o Nordeste do país durante todo o mês.

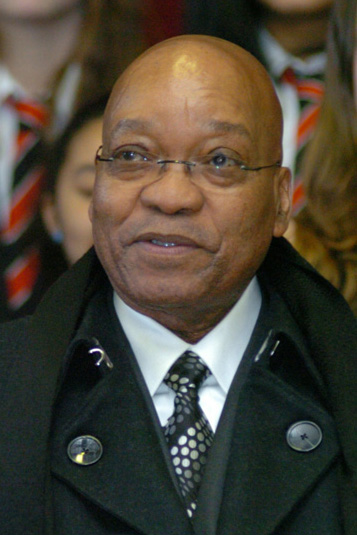
África do Sul Jacob Zuma
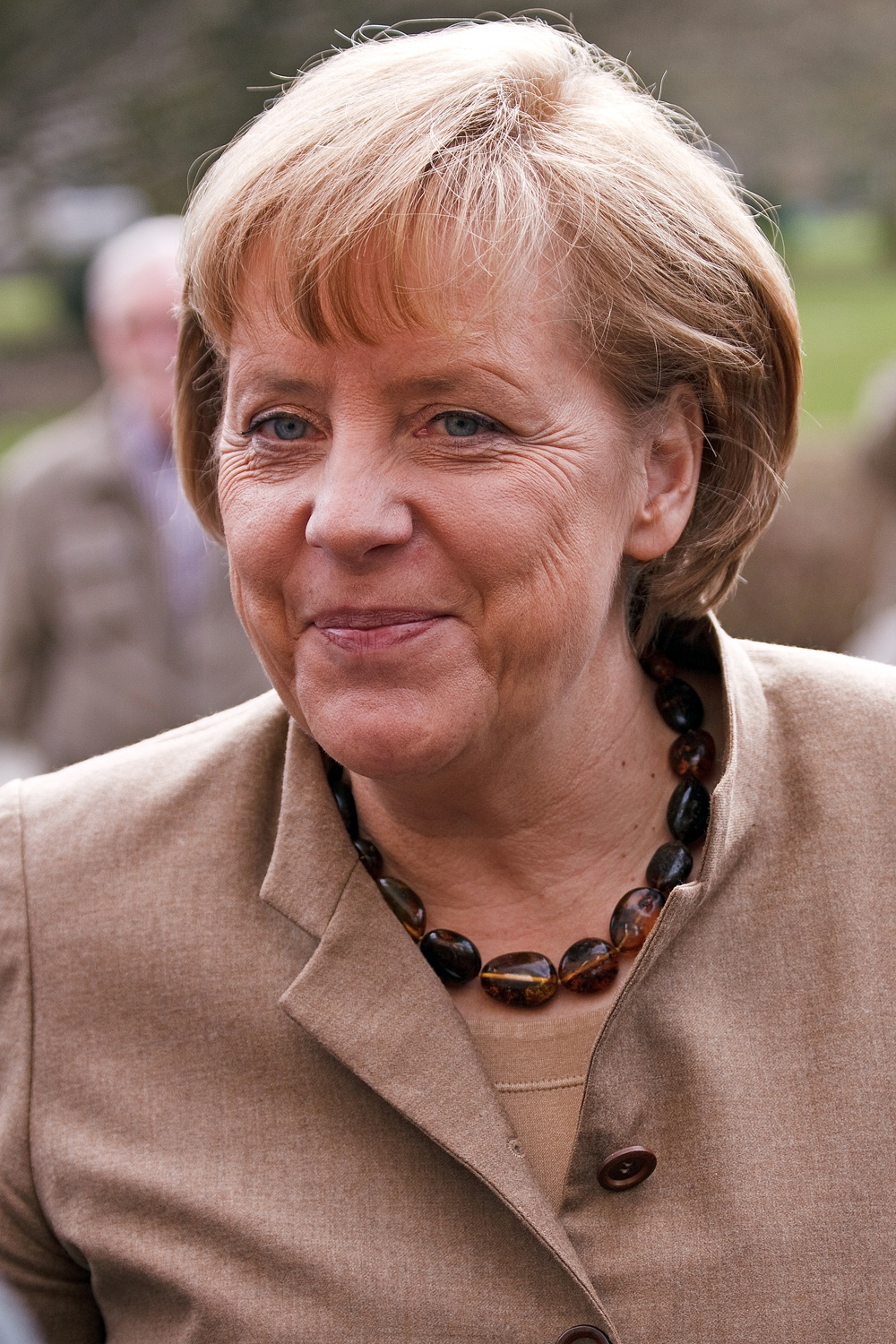
Alemanha Angela Merkel
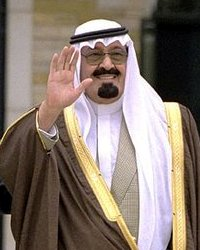
Arábia Saudita Abdallah
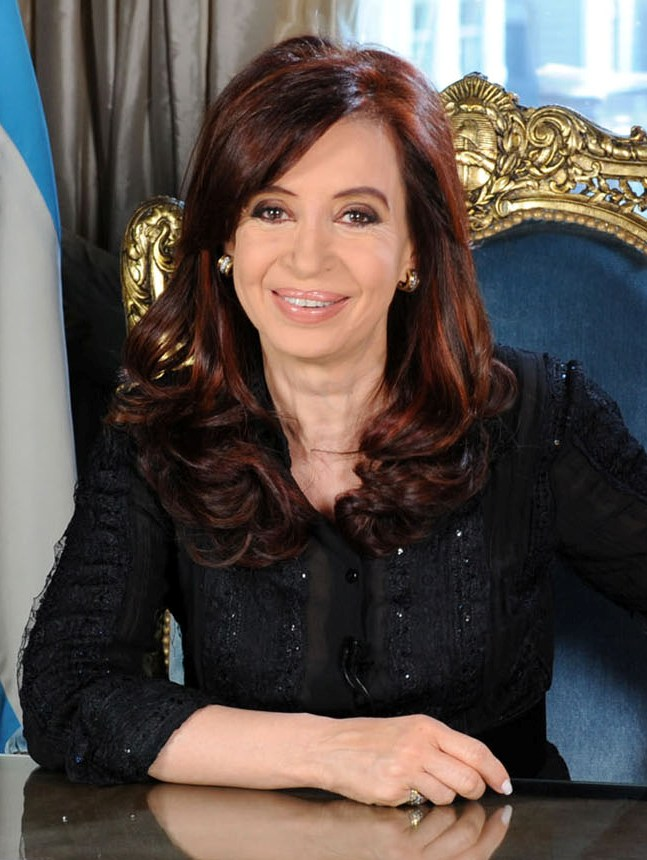
Argentina Cristina Kirchner
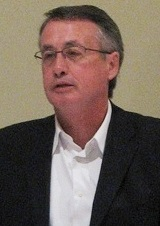
Austrália Wayne Swan
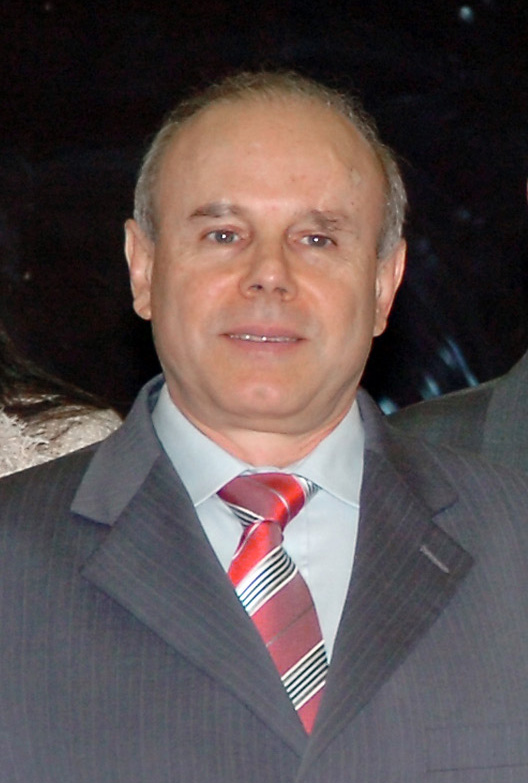
Brasil Guido Mantega
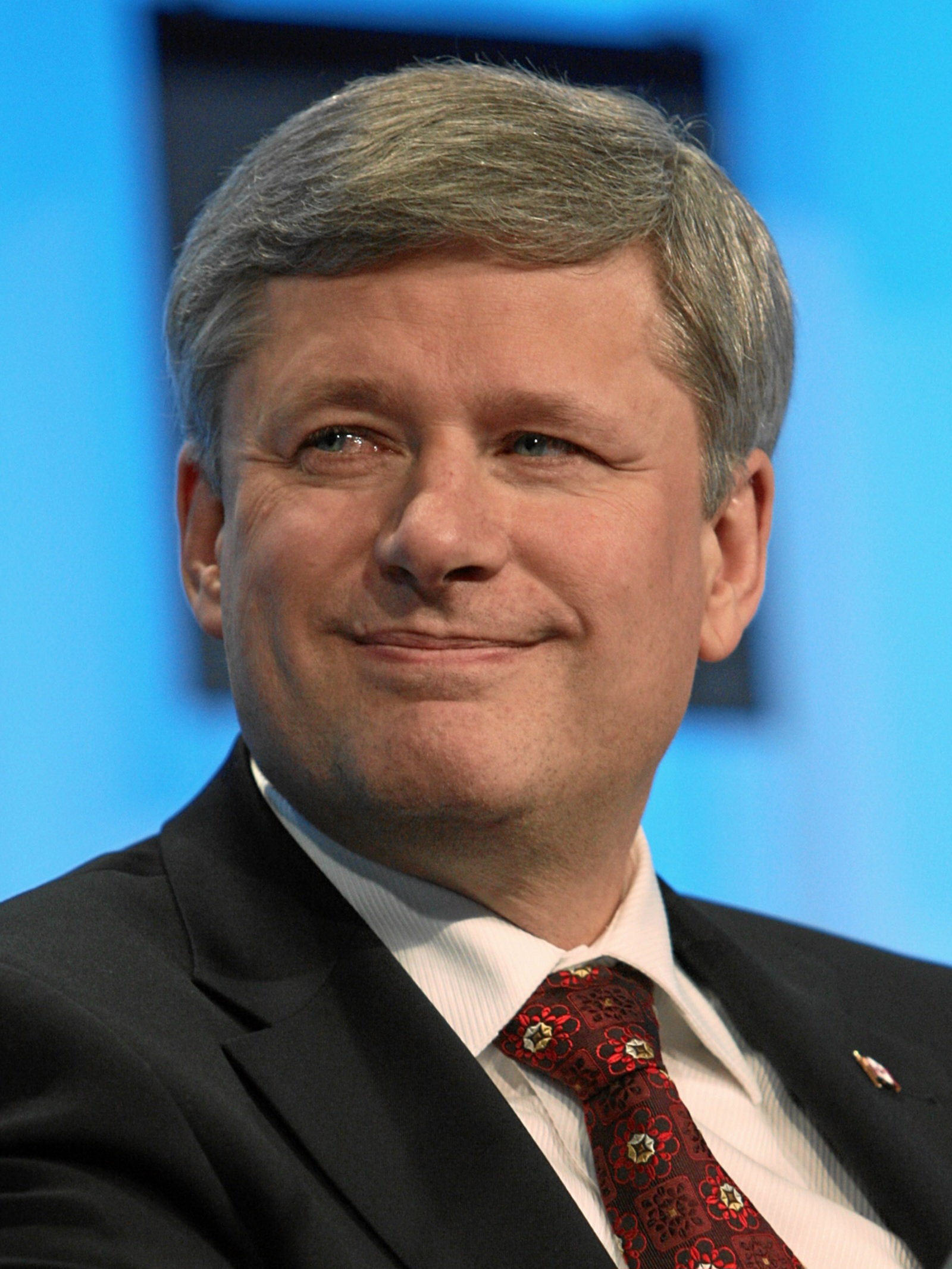
Canadá Stephen Harper
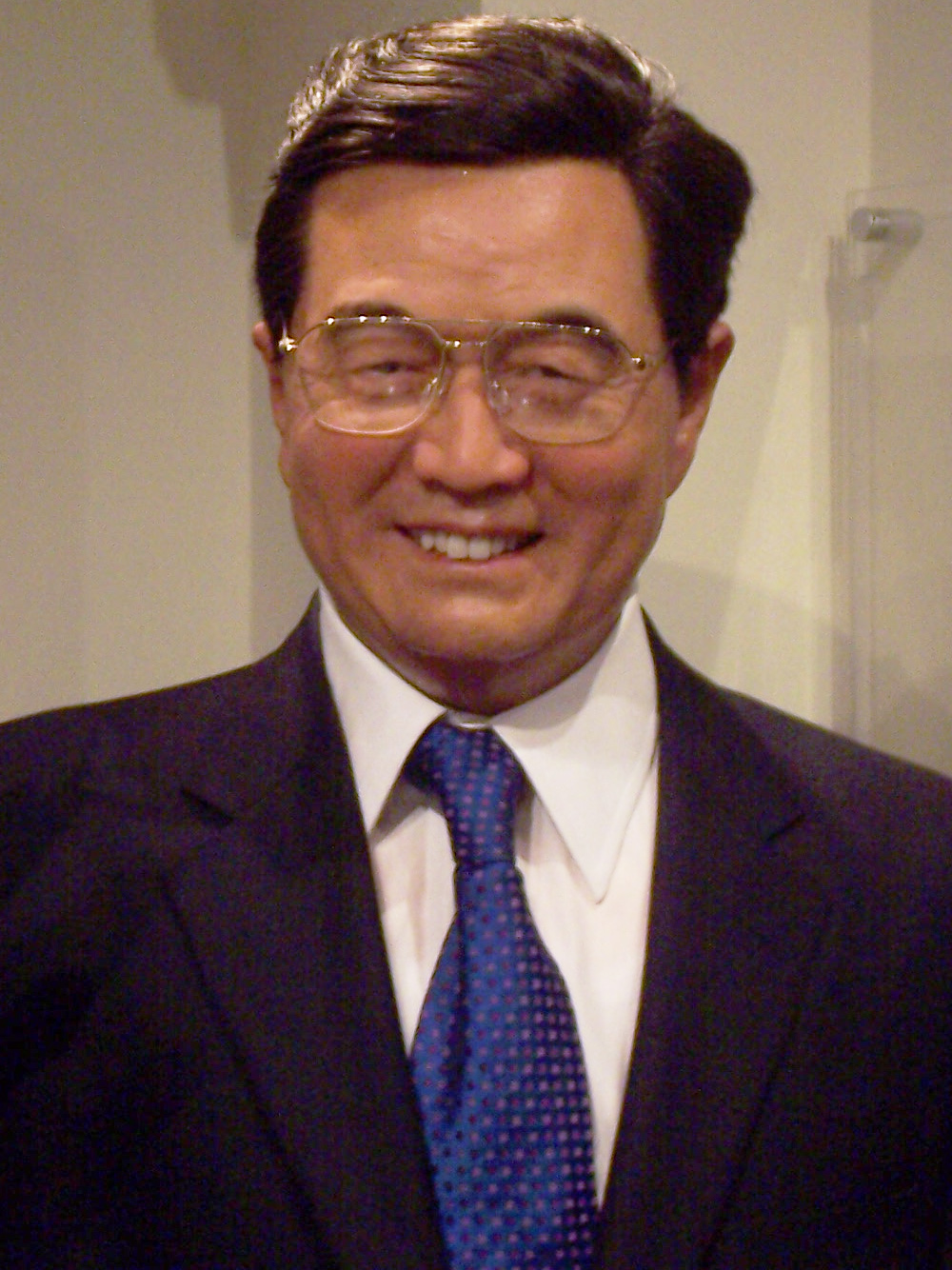
China Hu Jintao
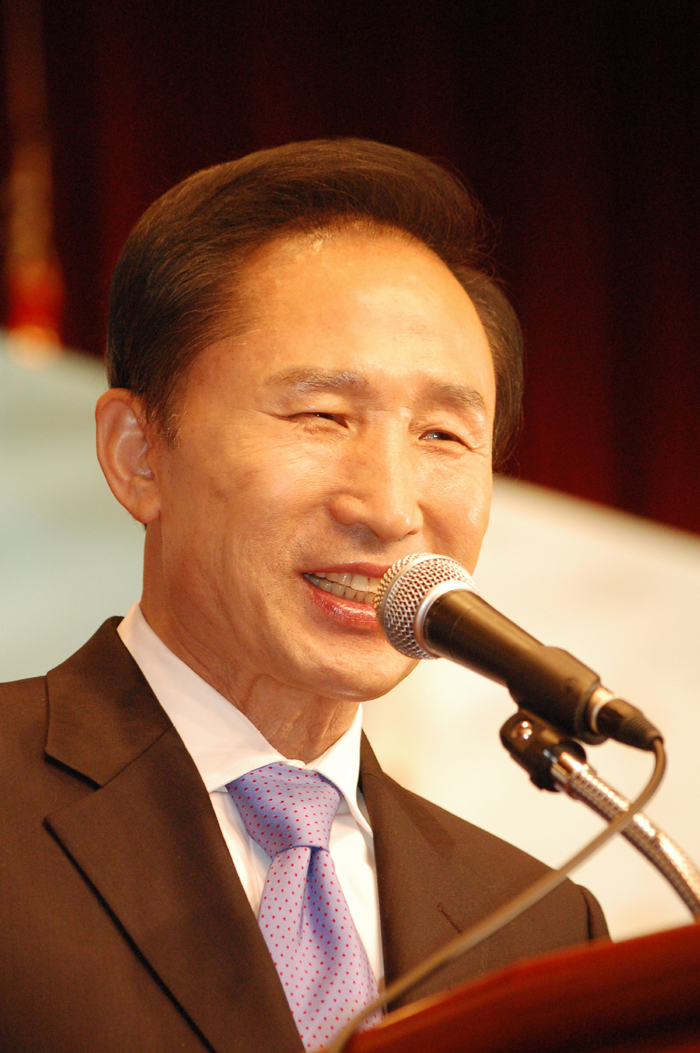
Coreia do Sul Lee Myung-bak
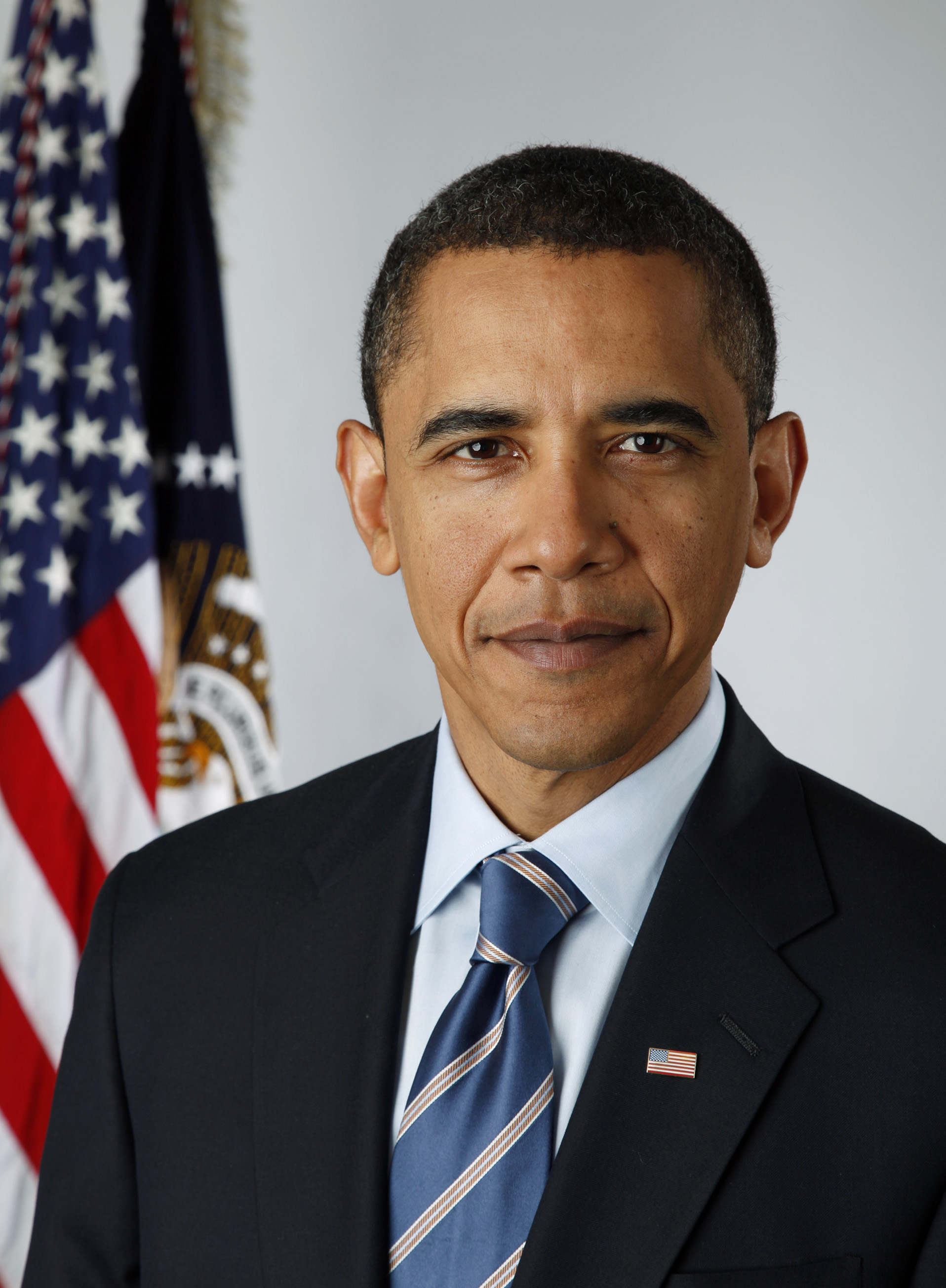
Estados Unidos Barack Obama
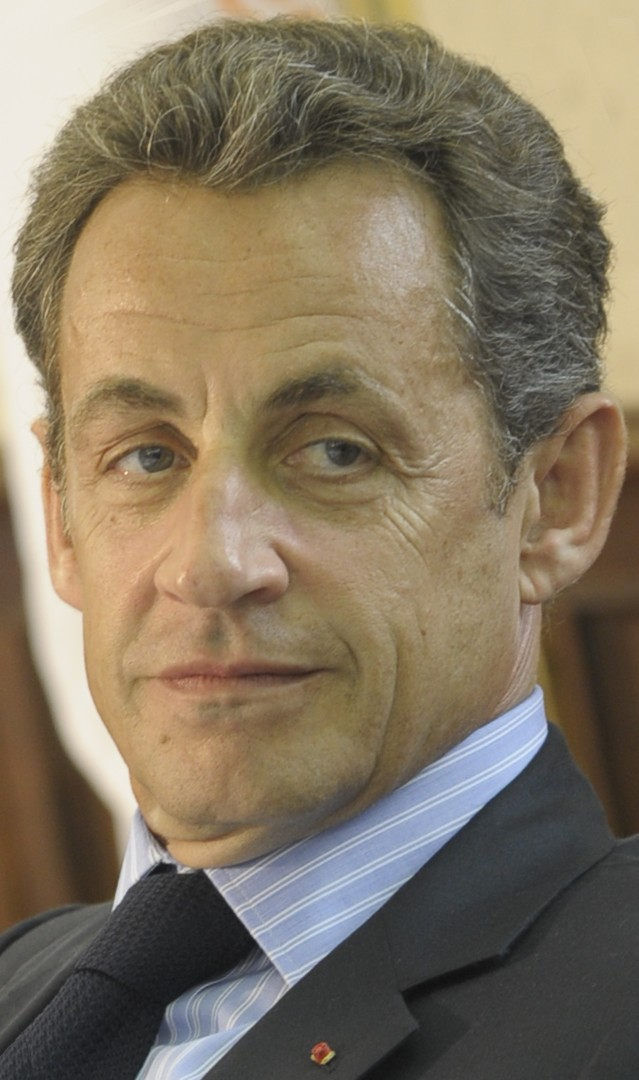
França Nicolas Sarkozy
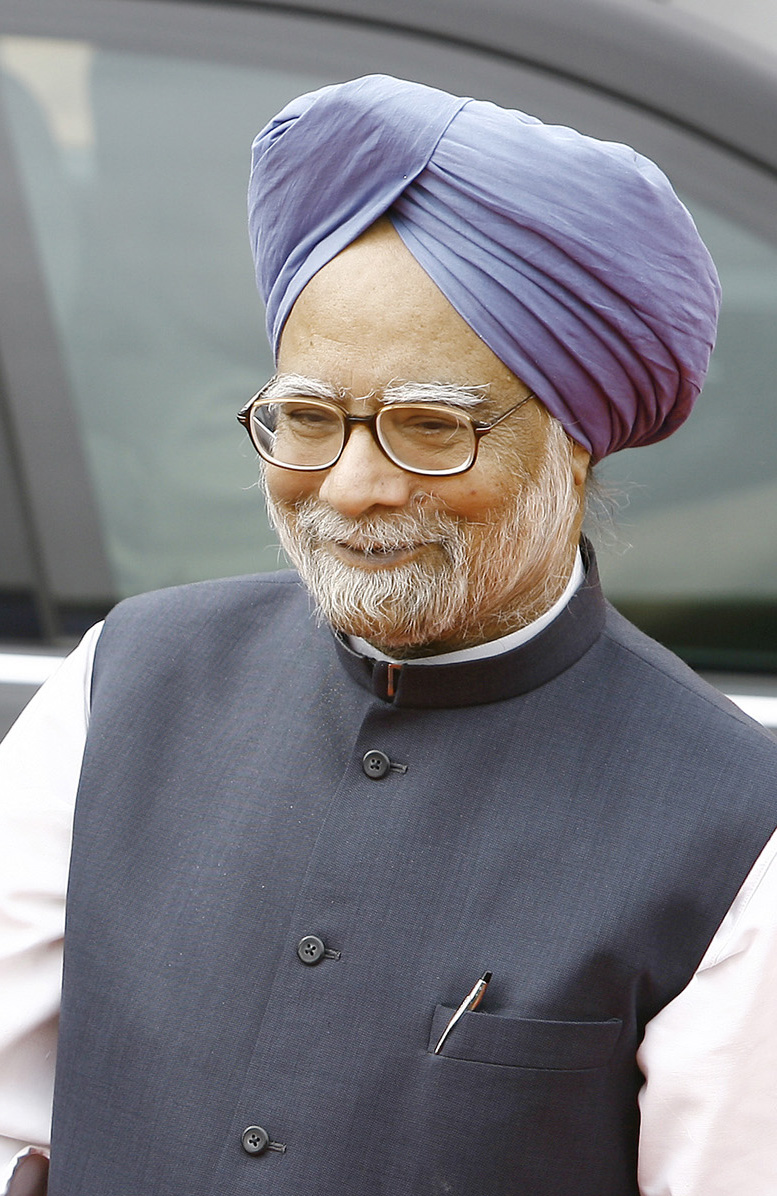
Índia Manmohan Singh
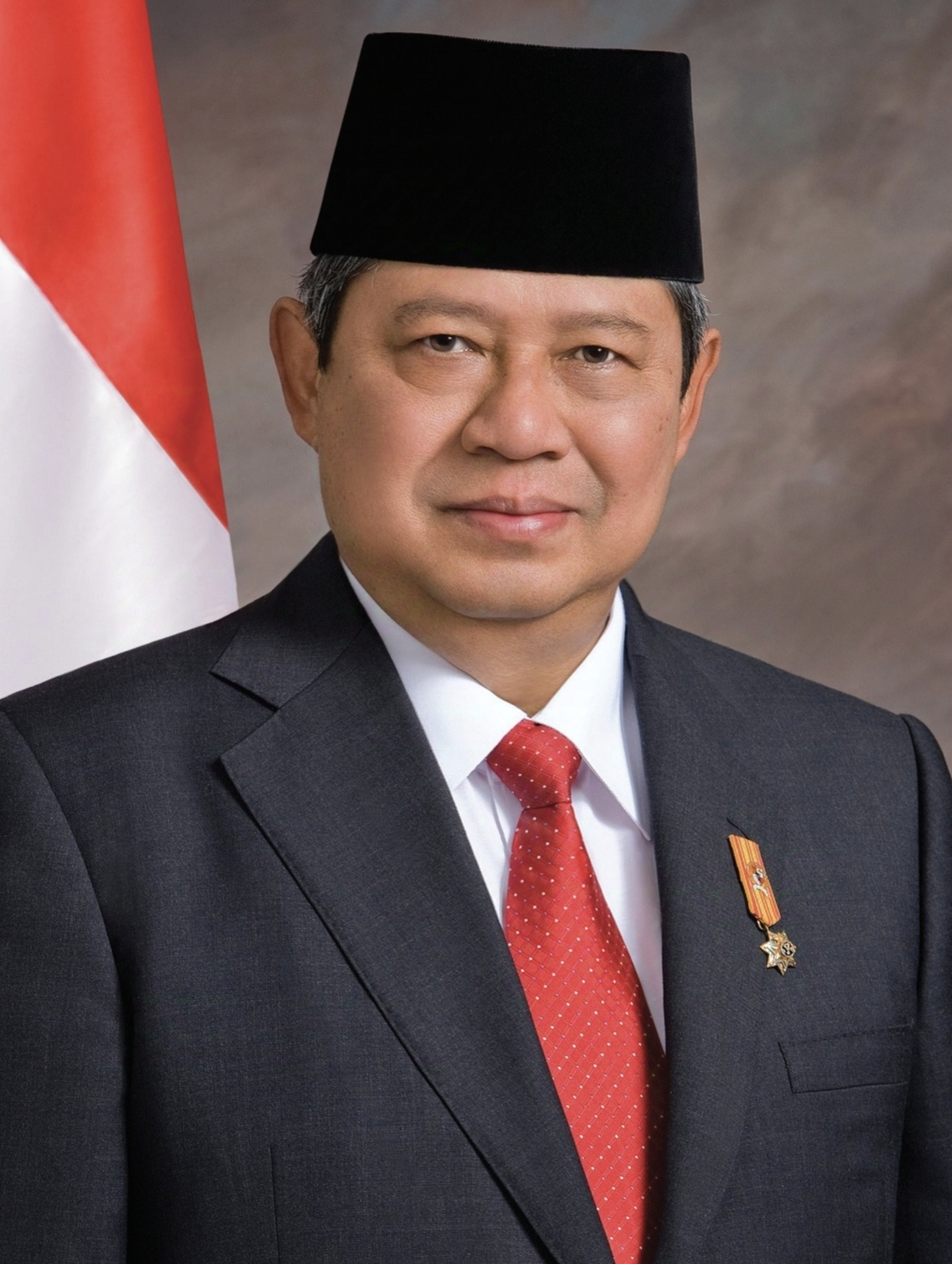
Indonésia Susilo Bambang Yudhoyono
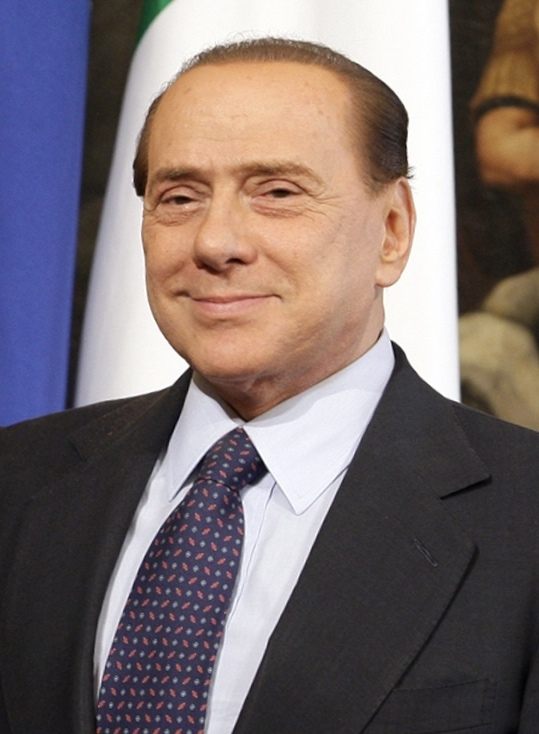
Itália Silvio Berlusconi
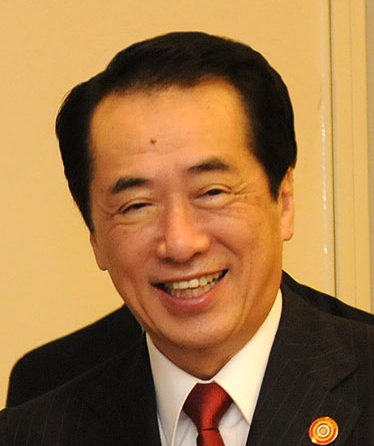
Japão Naoto Kan
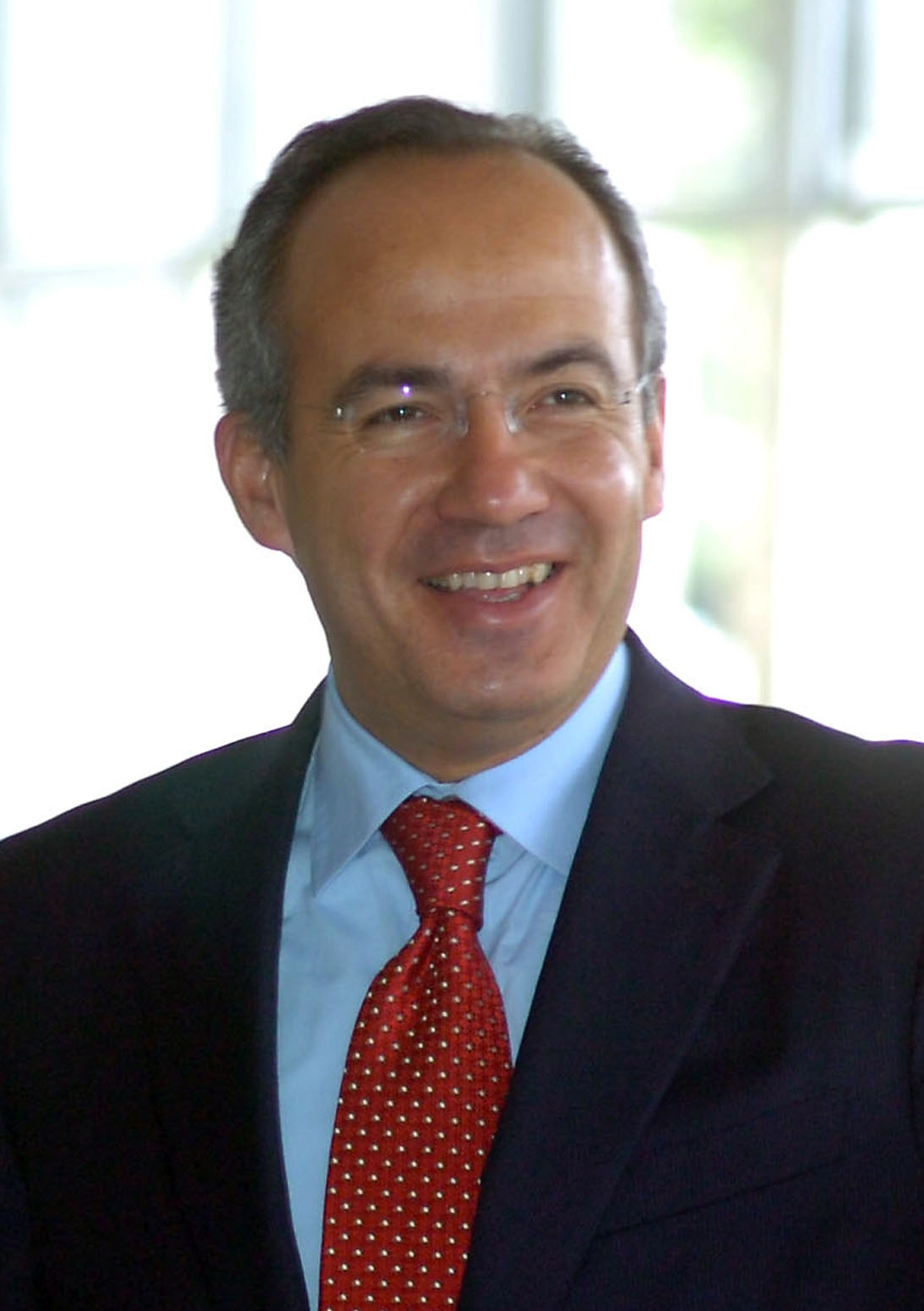
México Felipe Calderón
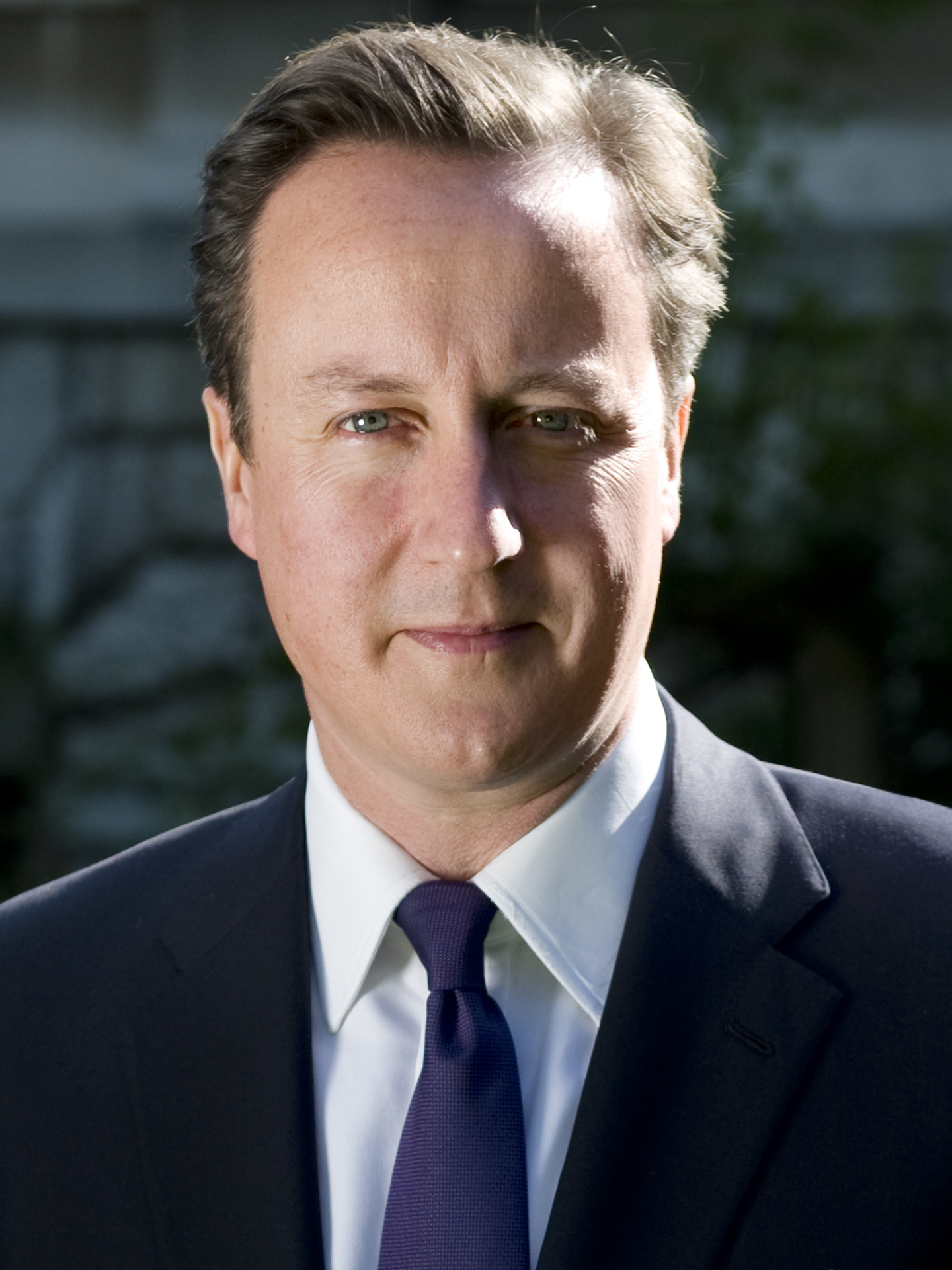
Reino Unido David Cameron
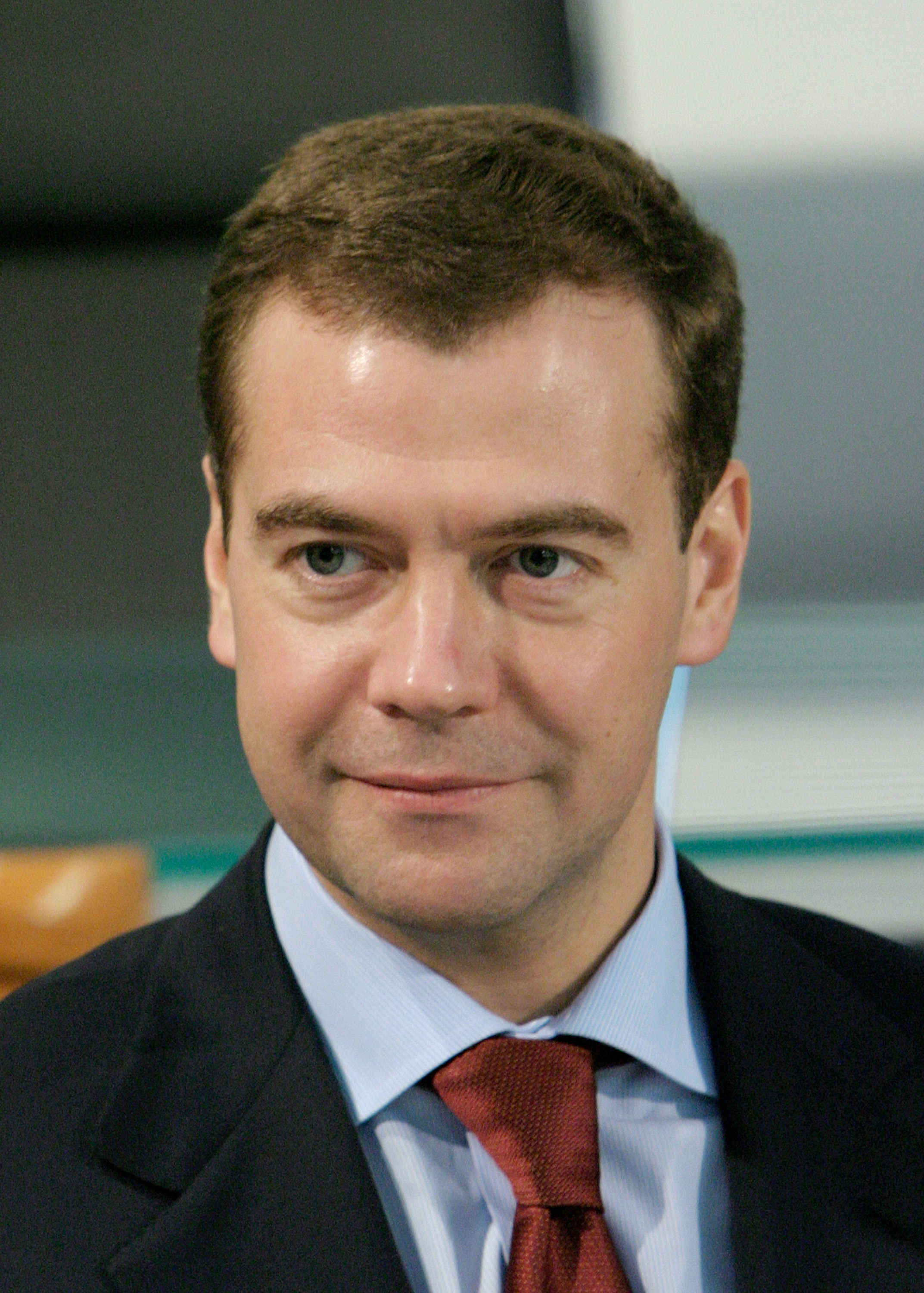
Rússia Dmitry Medvedev
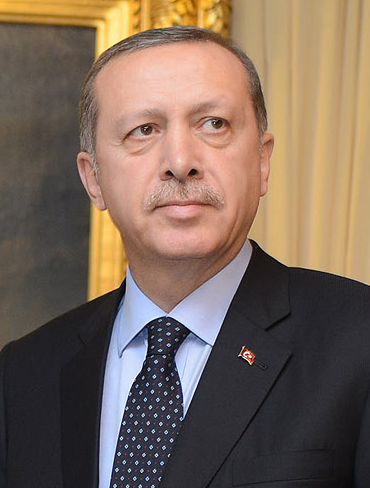
Turquia Recep Tayyip Erdoğan
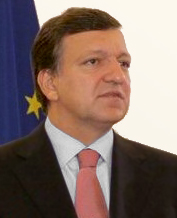
Comissão Europeia José Manuel Barroso
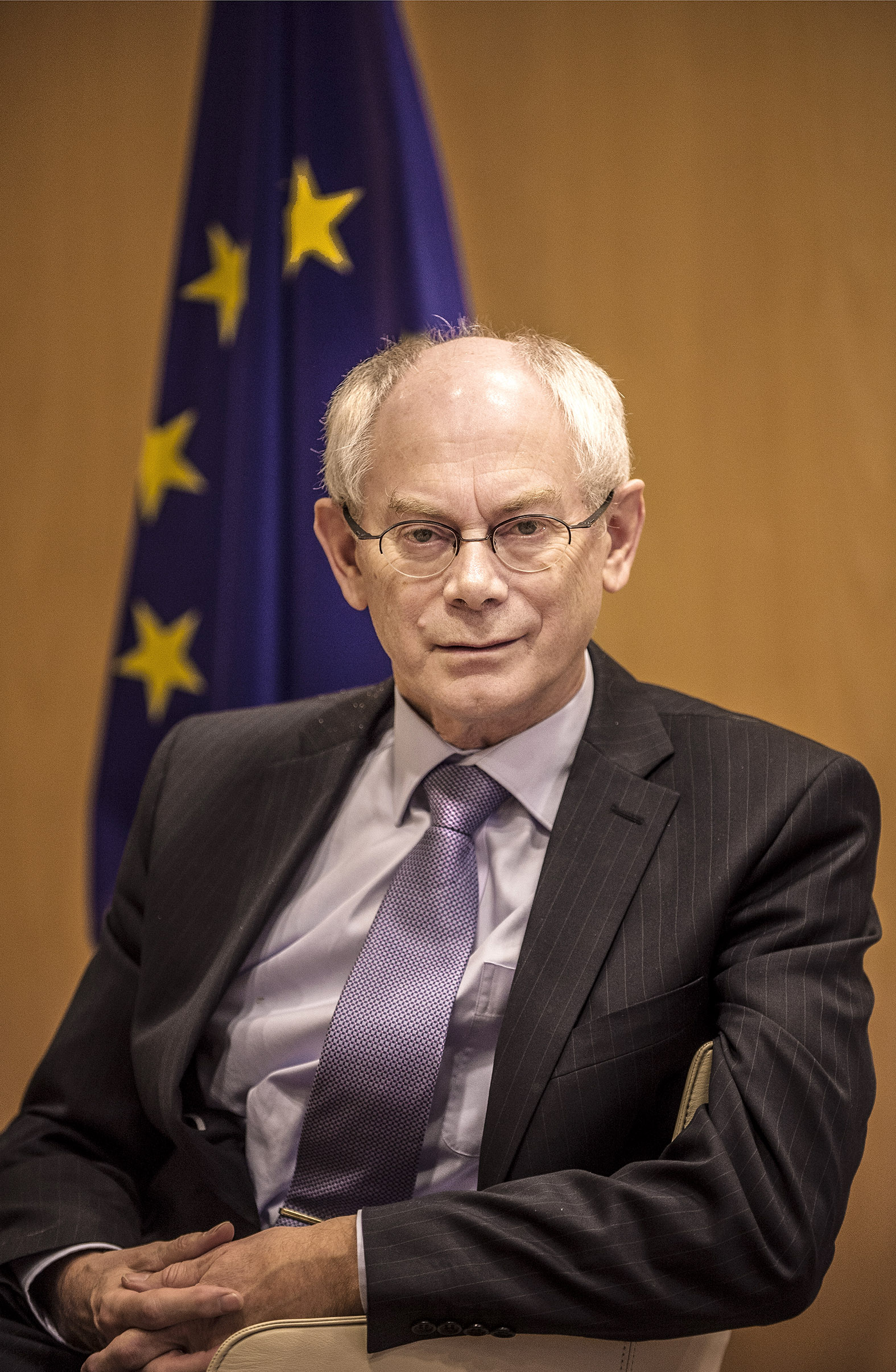
Conselho Europeu Herman Van Rompuy

## Protestos

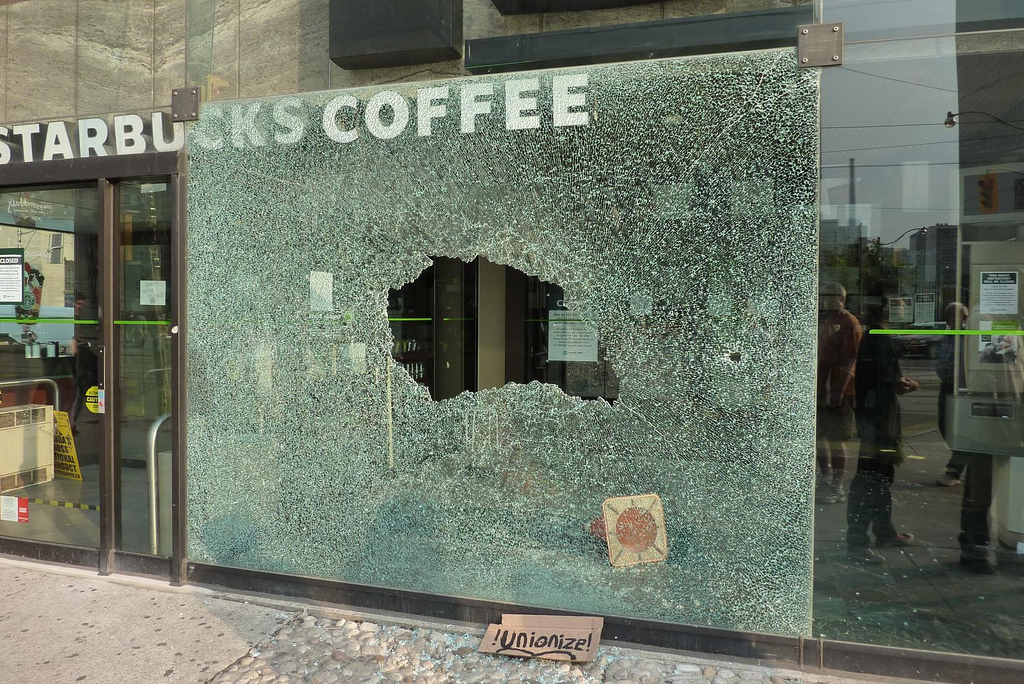
Ataque de protestantes

Grandes protestos ocorreram na região central de Toronto durante toda a semana de realização da cimeira, que foram ampliados nos dias específicos do encontro. A demonstração de oposição mais rude ao G20 foi a implosão de um banco por anarquistas, que exigiram estar presentes na cimeira. A ameaça à segurança dos líderes mundiais e da própria população local levou à Polícia de Toronto aumentar as medidas de segurança.
Os protestos começaram uma semana antes da cimeira, organizada por grupos como Oxfam Canada e a Coalização de Ontário contra a Pobreza. Assuntos como pobreza, direitos dos homossexuais, capitalismo, direitos dos indígenas e a própria organização da cimeira foram os principais alvos do protesto.
Com a aproximação do dia da cimeira, os protestos cresceram em números. Inúmeras ruas foram fechadas por manifestantes no início do evento. Os protestos pacíficos foram seguidos por grupos black blocs, indivíduos vestidos em preto e praticando atos de vandalismo. Os black blocs destruíram comércio particular, restaurantes e bancos. Patrulhas da polícia local foram incendiadas e veículos da imprensa foram danificados pelos manifestantes. Hospitais, hotéis e shopping centers da região também sofreram ataques de vândalos.
Em respostas ao aumento da força policial, novos e mais violentos protestos ocorreram nos dias seguintes. Cerca de 500 pessoas foram detidas por participarem dos atos de vandalismo dos dias anteriores. Um grupo de manifestantes também foi detido por algumas horas em decorrência do infiltramento de black blocs nas manifestações pacíficas. Ao todo mais de 1000 pessoas foram detidas pelas forças policiais em toda a semana. Posteriormente, os grupos detidos condenaram o tratamento dispensado pelos policiais.

## Conclusão da cimeira

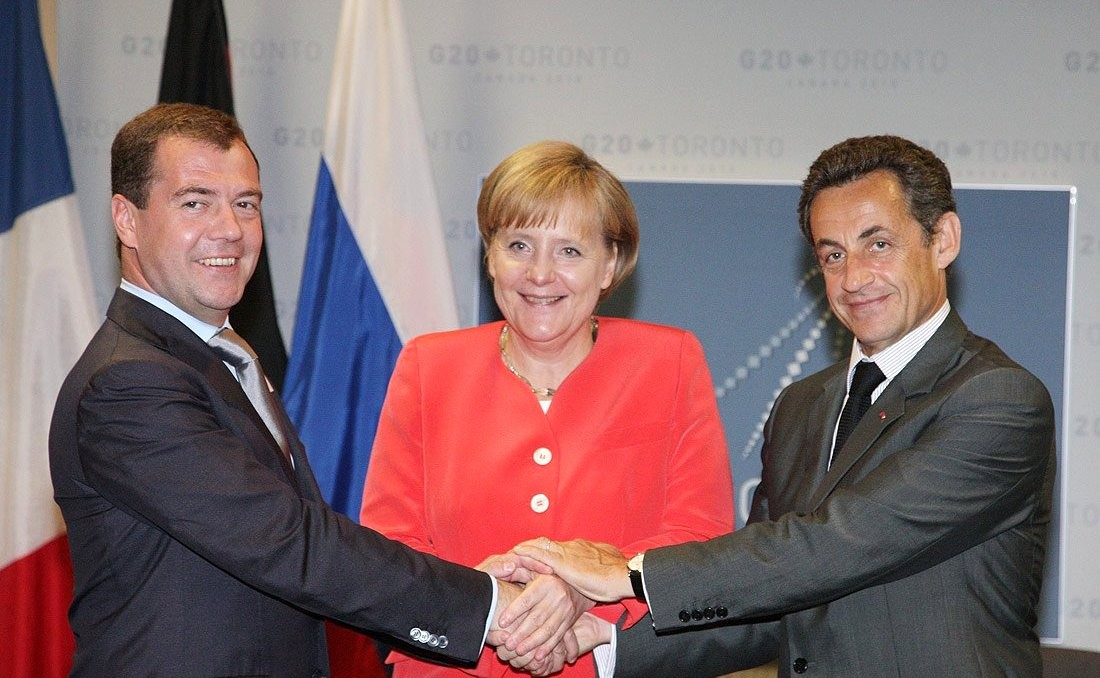
Dmitry Medvedev e Nicolas Sarkozy cumprimentam a chanceler alemã Angela Merkel

Antes da realização da cimeira, foi especulado que esta não teria as mesmas conclusões das cimeiras anteriores. Isto deve-se parcialmente ao fato de que a maioria dos países estavam em processo de recuperação da crise financeira global e, portanto, novos temas não seriam facilmente abordados.
Durante o jantar de trabalho da cimeira, no dia 26 de junho, o Presidente sul-africano Jacob Zuma apoiou maior parceria entre a comunidade internacional e a África para o desenvolvimento do continente. Zuma afirmou: "Como a África, nós trazemos para o G20 a mensagem primordial que devemos, juntos como mundos desenvolvidos e em desenvolvimento, promover mais forte e efetiva e iguais parcerias internacionais para o crescimento e o desenvolvimento".
Na cimeira, o Presidente Barack Obama ressaltou que a recuperação dos mercados ainda era "frágil". Com expectativas de impulsionar as exportações americanas, Obama propôs um acordo de livre-comércio com a Coreia do Sul. Uma decisão de maior impacto dos países desenvolvidos foi o corte de déficits orçamentais anuais pela metade já no ano de 2013. Os líderes também concordaram em reduzir o fator "Dívida-PIB" até o ano de 2016. O debate sobre impor uma taxa às instituições financeiras foi estabelecido, já que o grupo concordou que as instituições deveriam contribuir justamente na recuperação de custos da reforma financeira; no entanto a forma de coleta de taxas ficaria a cargo de cada governo. Os participantes também decidiram que as instituições deveriam manter um montante mais alto de capital financeiro em caso de futuras rupturas. As mudanças climáticas e a alimentação foram também debatidos; os líderes reiteraram sua posição a favor do "desenvolvimento verde".